# Цоділо
Наскельний живопис у районі Цоділо, розташованому на північному заході Ботсвани, є одним із найзначніших у світі зібрань доісторичного наскального мистецтва. Є об'єктом Всесвітньої спадщини ЮНЕСКО, була включена до списку у 2001 році у зв'язку з винятковою релігійною та духовною важливістю об'єкта для місцевого населення та як доказ існування на цьому місці людського поселення віком у кілька тисячоліть. Містить понад 4500 наскельних малюнків на території пустелі Калахарі площею близько 10 км. Археологічні знахідки району відбивають хронологію життєдіяльності людини протягом періоду щонайменше 100 тис. р.

## Географія

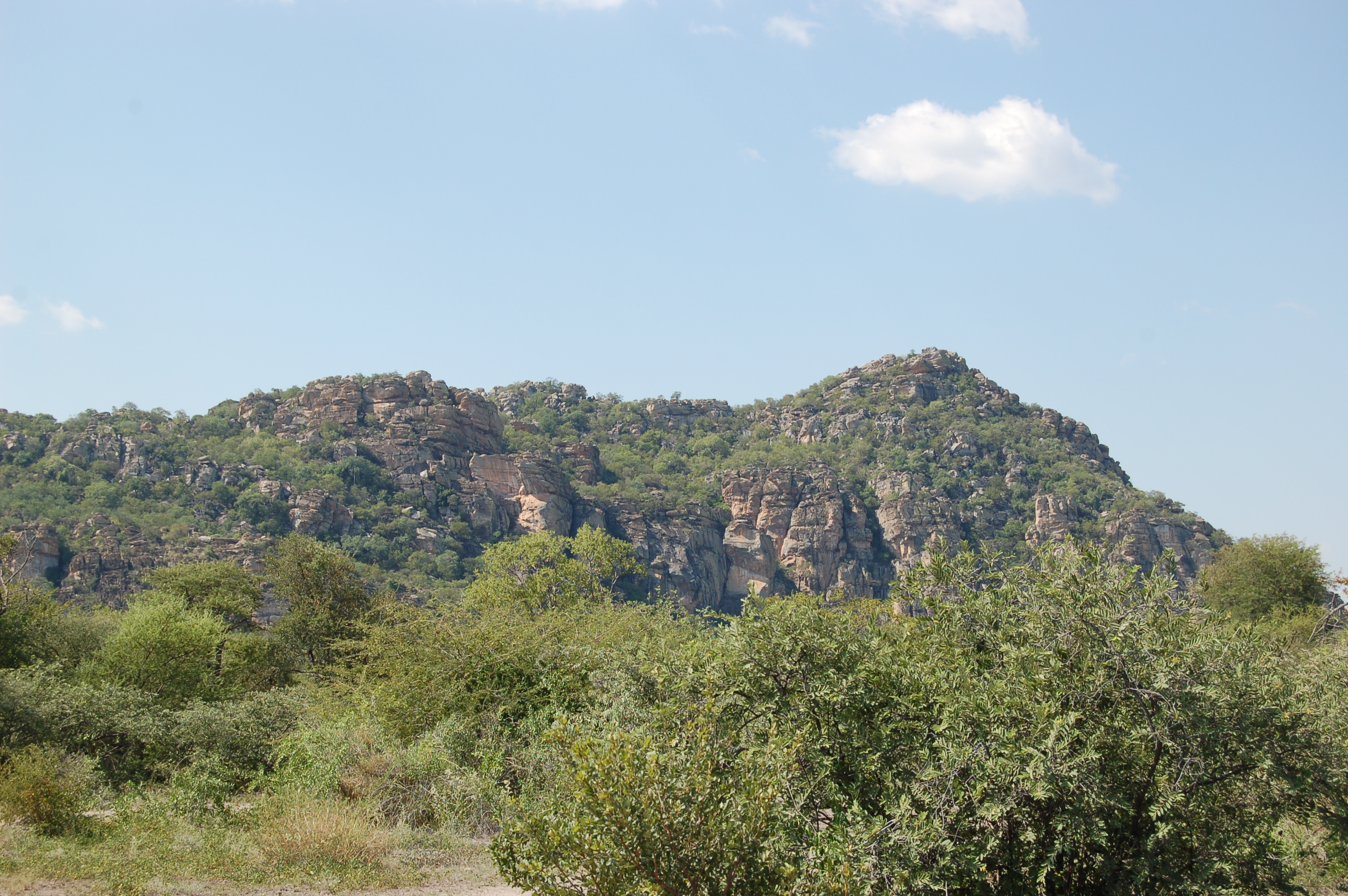
Пагорби Цоділо

Пагорби Цоділо розташовані на відстані приблизно 40 км від Шакаве.
Виділяють чотири основні пагорби, найбільший з яких має висоту 1400 м. Часто три з цих чотирьох пагорбів називають «чоловік» (найвищий), «жінка» та «дитина». Між двома найбільшими пагорбами розташований наметовий табір, який знаходиться поблизу найвідомішої частини малюнків бушменів — панелі Лоренса ван дер Поста.

## Культурне значення
Пагорби Цоділо відіграють важливу культурну та духовну роль для бушменів пустелі Калахарі. Існує повір'я, що «жіночий» пагорб є місцем, де відпочивають духи покійних, та богів, які керують звідси світом. Найсвятішим вважається місце, розташоване майже на вершині «чоловічого» пагорба, де за переказами Перший Дух молився навколішки після створення світу. Бушмени вірять, що відбитки колін Першого Духа все ще можна побачити на скелі.
Більшість з наскельних малюнків розташовані на «жіночому» пагорбі, хоча найвідоміші малюнки — «кит», «два носороги», «лев» — розташовані на східній стороні «чоловічого» пагорба. Малюнки у меншій кількості є також на інших пагорбах.